# Erdal (chemiebedrijf)
De NV Maatschappij voor Waschverwerking Erdal, later de NV Maatschappij voor Wasverwerking, kortweg Erdal, was een bedrijf dat chemische producten, vooral poetsmiddelen, vervaardigde (zoals schoensmeer en tandpasta). De onderneming bestond van 1915-1983 en was het grootste deel van haar bestaan gevestigd te Amersfoort.

## Geschiedenis
Erdal werd gesticht tijdens de Eerste Wereldoorlog door Bertus Kitselaar (1874-1966) en C.E. Jacobs. Kitselaar was al sinds 1907 vertegenwoordiger van de door de Duitse firma Werner & Mertz te Mainz geproduceerde Erdal-schoensmeer. Werner & Mertz, in 1867 gesticht als fabriek van wasproducten door de broers Friedrich Christoph en Georg Werner, octrooieerde in 1901 Erdal, een nieuw soort schoencrème ontwikkeld door de chemicus Philipp Adam Schneider. De naam is afgeleid van de straat waar Werner & Mertz aanvankelijk gevestigd was, de Erthalstrasse. Bertus Kitselaar leerde in de zomer van 1905 het artikel Erdal-schoencrème kennen als Duits fabricaat. 
De in 1915 opgerichte nv Maatschappij voor Waschverwerking was bedoeld voor de productie in Nederland van Erdal-schoensmeer. De aandelen waren voor een kwart in handen van Kitselaar, de overige driekwart was bij de firma Werner & Mertz.  De fabriek te Hilversum produceerde op 29 april 1915 de eerste doos Erdal. In 1927 werd de hele onderneming overgeplaatst naar De Omval te Amsterdam. Ondertussen ontstond concurrentie van onder meer de in 1918 opgerichte nv Nederlandsche Fabriek van Waschproducten De Amstel te Amsterdam. In 1928 kwam het tot een fusie, de nieuwe combinatie kwam onder leiding te staan van de directeur van De Amstel, Johan Wolbers (1890-1966). 

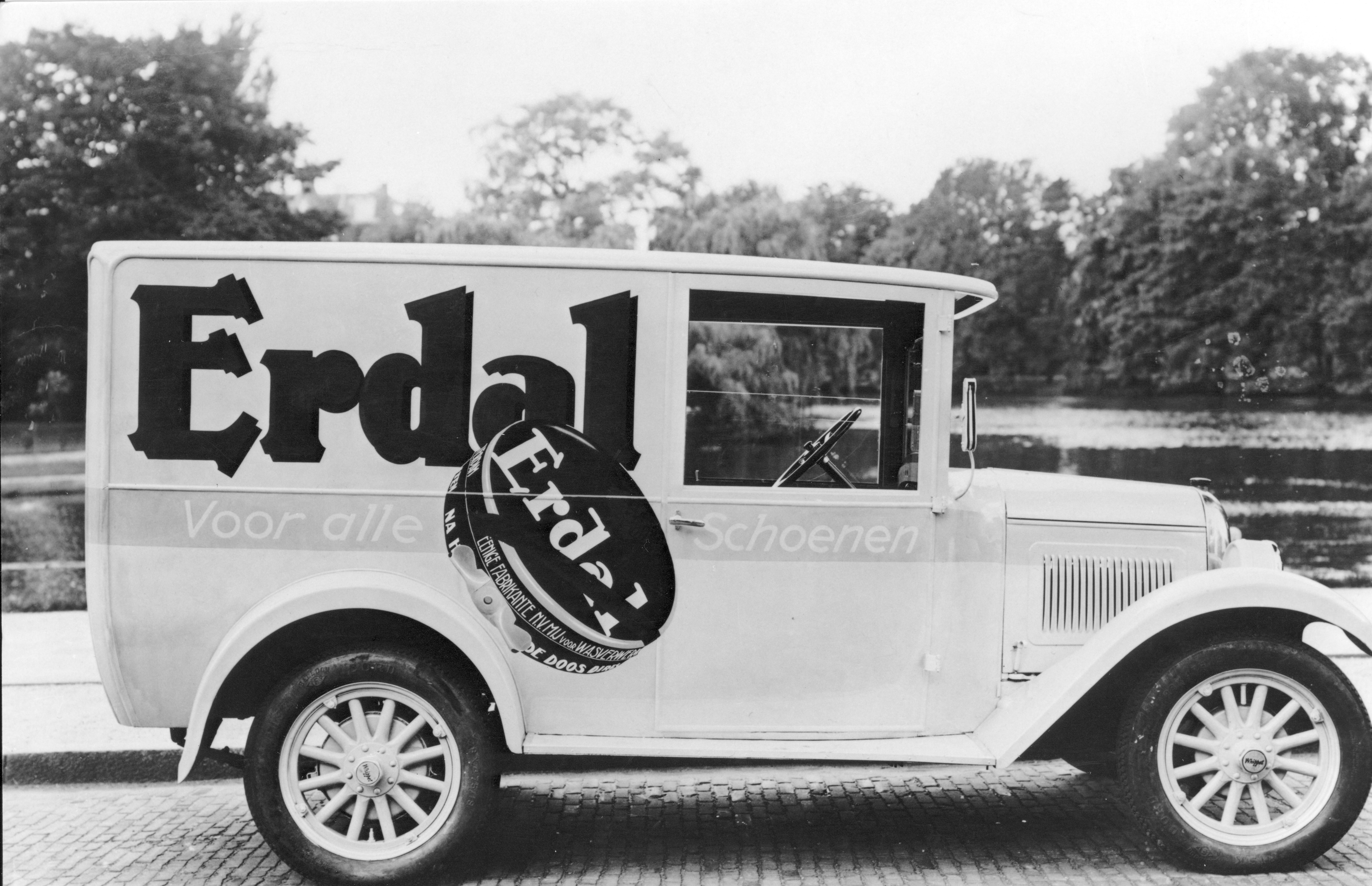
Bestelauto voor Erdal, rond 1916

Het symbool van de Erdal-fabrieken was een rode pelikaan, naar de merknaam Peli. De pelikaan werd ook op andere producten afgebeeld. 

### Naar Amersfoort[1]

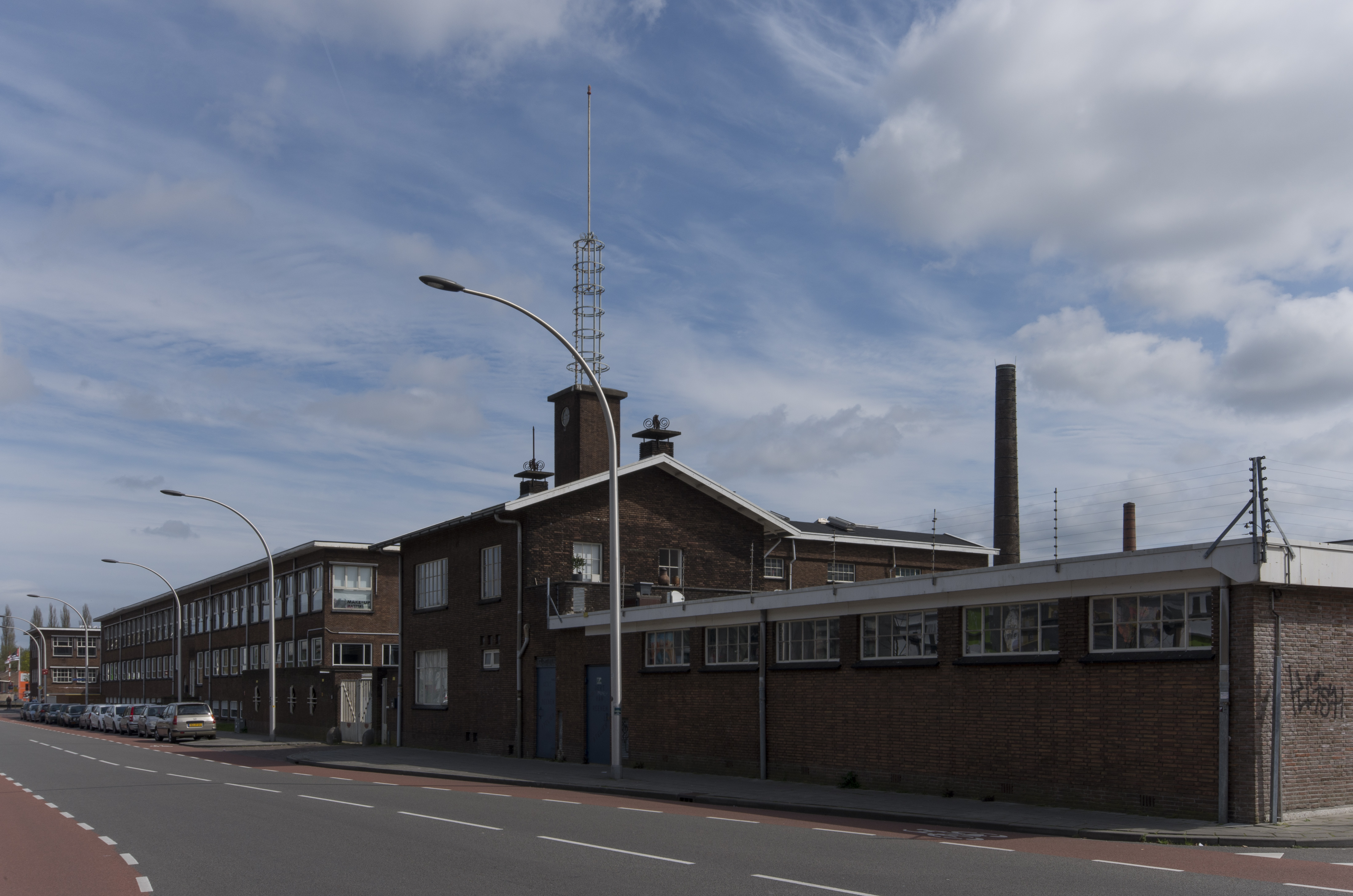
De fabriek in Amersfoort aan de Brabantsestraat

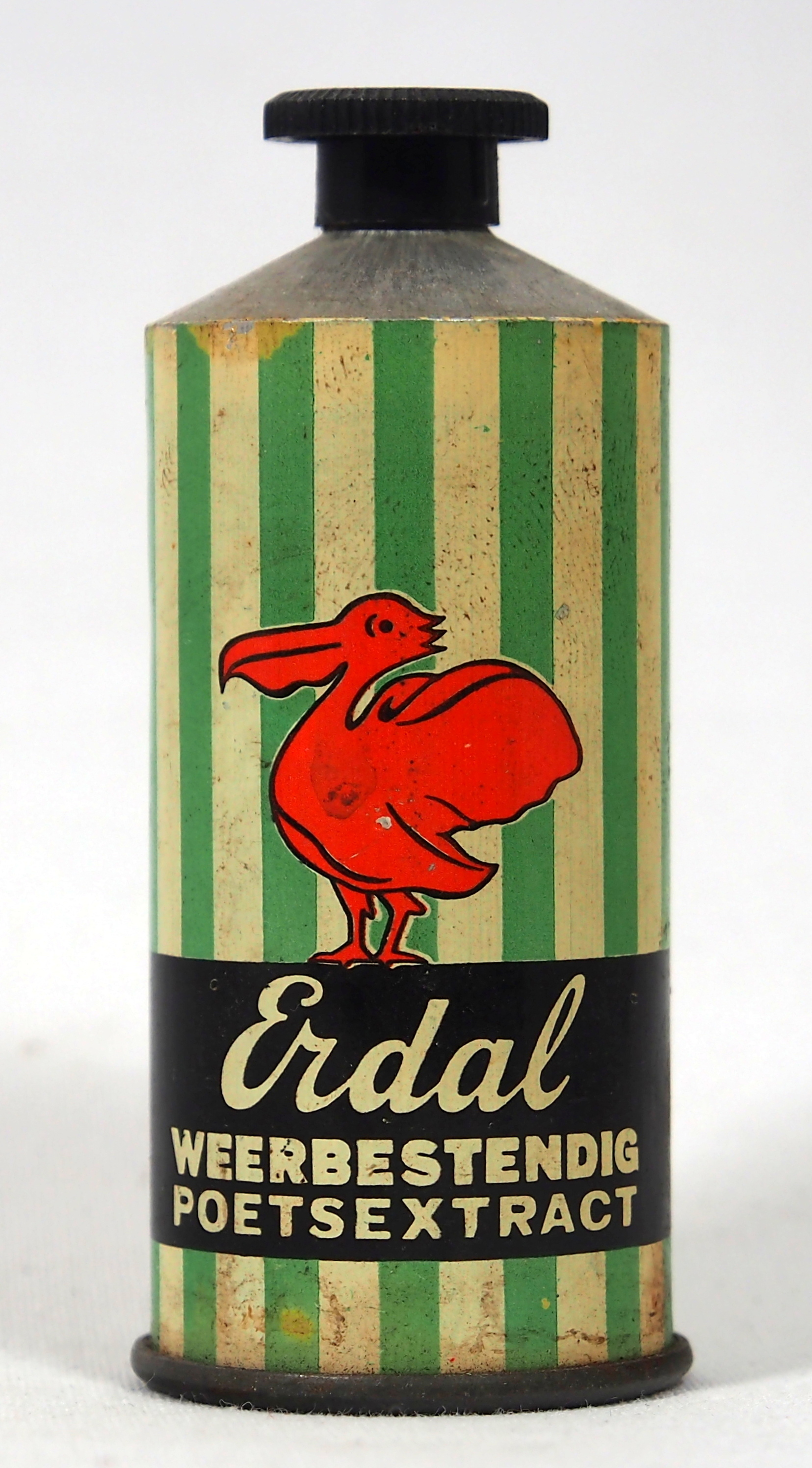
Erdal Weerbestendig Poetsextract

Erdal breidde in de jaren twintig en dertig van de 20e eeuw snel uit, mede door diversificatie (tandpasta, 1934 vliegenvangers). De productieruimte in Amsterdam bleek te beperkt. In juni 1936 werd een nieuwe fabriek met kantoor aan de Brabantsestraat 17 te Amersfoort aanbesteed die in mei 1937 in gebruik kwam. Dit complex werd ontworpen door Ph.A. Warners en is nu een industrieel monument. Er waren diverse afdelingen, zoals de blikdrukkerij en de wassmelterij. In 1940 kwam een complete tubefabriek in gebruik, waar van stukken lood tubes werden gemaakt. Een aparte afdeling maakte op grote schaal vliegenvangers ('Vlido'), in 1940 circa twee miljoen per maand. Erdal had toen in totaal ongeveer 300 werknemers. 
Na de Tweede Wereldoorlog ontstond het Erdal-concern met meerdere dochterondernemingen:
- NV Cosmetische Fabriek Prodenta
- NV Valma, Fabriek van Auto-onderhoudsmiddelen
- NV Tana Maatschappij
- Medinos Laboratoria

Ook waren er twee productiemaatschappijen in het buitenland:
- NV Prodenta Fabrieken Indonesia met een tandpastafabriek te Soerabaya
- As Prodenta, Kopenhagen, met een tandpastafabriek

In 1983 werd Erdal door het industrieconcern Sara Lee overgenomen en ondergebracht bij de divisie Household and Body Care. Het Amersfoortse bedrijf werd een tandpastafabriek. Het merk Prodent bleef behouden. In 2009 werd het doorverkocht aan Unilever.

## Merken
- Erdal schoencrème
- Peli wrijfwas
- Tana schoenpasta
- Duc schuurpoeder
- Ridder poetsextract
- Vlido vliegenvangers
- Prodent tandpasta (merknaam geregistreerd in 1935)
- Medinos tandpasta
- Erdalin kachelpoets
- Kek tapijtreiniger
- Tolet

Het merk Erdal bestaat in Nederland niet meer, de schoenpasta Tana nog wel. Het logo was vroeger een grote zwarte haan met rode kam, nu een bescheiden, roodgekleurd figuurtje. De productie kwam in handen van de Bama-fabrieken te Mosbach, die ook door Sara Lee werden overgenomen. Sinds 2004 wordt Tana voor Bama vervaardigd in het Poolse Gorzów Wielkopolski.
In Duitsland bestaat Erdal nog als merknaam van de onderneming Erdal-Rex Gmbh, een onderdeel van de Werner & Mertz Gruppe te Mainz die aan de wieg stond van Erdal-Nederland. Erdal Duitsland voert als logo een kikker met een kroontje. Ook bij andere gevoerde merknamen komt de kikker in het logo voor.